# 手機裡的眼淚
《手機裡的眼淚》（英語：Father's Lullaby），為2012年台灣電影，是一部劇情片。導演張世儫是以取材自日本2011年3月11日大地震當時（地震3天內），臺灣醫院急診室中發生的真實事件做為本片的背景，由朱芷瑩、黃健瑋、范瑞君、蔭山征彥、西田惠里奈、林鴻翔、單承矩、陳文彬、尤傑恩、胡世恩、莫子儀、林志儒、劉曉憶、王琄、童星林又寧與蔡得倫等人共同參與演出。於2012年6月22日上映。該片獲NHK、朝日新聞、每日新聞、產經新聞、共同通信社及時事通信社等日本媒體推薦，並由開南大學創意產業與數位整合學士學位學程系主任張世儫教授(本片導演)領軍，專任助理教授朱育佑(配樂演奏)、講師范建佑(製片)、講師閔其慰(副導演)、講師單承矩(戲劇指導)等教師指導該學系學生，並結合電影專業人士，整合產學資源共同合力完成。

## 故事
|  | 上帝給了我們靈魂和肉體，但是唯有善良才能維持一個更美好的世界，天堂和地獄不也存在於人的一念之間嗎？ |

改編自日本2011年3月11日大地震當時（地震3天內），臺灣醫院急診室中發生的真實事件－－
日本大地震當天，在台灣醫院的急診室裡，一位在夜市被襲擊的教授，正掛念著他在日本的學生，另一位來自日本的實習醫生Masahiro，正擔憂著擔任小學老師的姊姊在日本宫城縣的安危
而另一位實習醫生Lily以及一位有著沉痛故事的醫院院長，正失去了摯愛的妻子。還有在校園中，一個被家暴的小女孩，以及教授20年前的「學生兒子」之間的許多對話內容發人深省。原來，每個人心中都有一個不熟悉的自己.....
生命，有所失去，也會有所收穫。

### 劇情簡述
实习医生Lily（朱芷莹 饰）一如往常，搭着捷运到医院上班，有天早在上过马路时，发现戴助听器的小小在过马路时有障碍上的问题，所以Lily当时就决定每天早上要送小小上学，结果导致Lily上班常常迟到。
Masahiro（荫山征彦 饰）是一个中日混血的台湾医学院学生，与Lily在同一个医院急诊室中实习，在日本发生大地震及海啸当天，不巧他的姐姐正好在宫城县的小学中当老师，因为Masahiro正在担心姐姐的安危，结果一时的电话断讯，得让他一直在等待着手机那头所传来有关亲人的最新讯息。
郑文涛教授（黄健玮 饰）与妻子梅芳（范瑞君 饰）于当天晚上到夜市散步，惊见在夜市中卖面食-（新住民）的丈夫正在对所生的小孩动粗，郑教授想上前阻止，谁知路见不平的郑教授，仗义直言后反而却在暗巷被袭击而送医，也意外的勾出了小小（蔡得伦 饰）坎坷的身世.....
Masahiro当晚经郑教授的劝说，接起了一通满无厘头的电话后，电话的那头是位罹患罕见疾病，濒临死亡的日本小女孩-Sayaka（林又宁 饰）。日后就经常接到这位女孩所打来的电话，更没想到竟让他面对了一个生离死别的冲击，也让Masahiro对「人生意义」下了新的思维.....

## 演員陣容

### 主要角色
| 演員     | 飾演角色 | 介紹 |
| 朱芷瑩   | Lily     | 實習醫生，在最後的實習日子中，急診室裡所發生的一連串人生故事，給了她極大的衝擊，也體會出真正做醫生的「生命意義」      |
| 蔭山征彥 | Masahiro | 中日混血的年輕醫學院生。在最後一年的實習中，遇上了311大地震和海嘯後，天災對日本的襲擊，讓他得面臨與親人生死交關的窘境 |
| 黃健瑋   | 鄭文濤   | 受人景仰的學者（大學教授）                                                                                            |
| 范瑞君   | 梅芳     | 鄭教授之妻，一位音樂家。退休後便無時無刻的陪在教授身邊                                                                |
| 尤傑恩   | 張立瑋   | 鄭教授的學生，是個從小缺乏家庭溫暖的高中生。喜歡對鄭教授惡作劇                                                        |

### 其他角色
| 演員       | 飾演角色 | 介紹 |
| 單承矩     | 張主任   | 急診室的主任。他對實習醫生的要求特別嚴苛 |
| 王琄       | 阿長     | 急診室的護理長 |
| 蔡得倫     | 小小     | 是個飽受父親暴力摧殘的可憐女孩。雙耳被父親打聾，需要戴助聽器來輔助                                                                                     |
| 陳文彬     | 小小之父 | 是個無業遊民兼有暴力傾向的父親。他不只對家人拳打腳踢，對外人更是惡劣至極，所以娶回家的大陸妻子因而逃家                                                 |
| 劉曉憶     | 小小之母 | 在夜市中擺攤賣麵食與小菜 |
| 林鴻翔     | 鈴木     | 日本醫療公司在台灣的銷售經理。因在車禍中喪生，而無法趕上罹患絕症女兒Sayaka的生日Party。（此時只好讓Masahiro臨時替代Sayaka的父親。）                    |
| 西田惠里奈 | 鈴木太太 | 因丈夫工作的關係，她與小女兒Sayaka必須從日本搬遷來台。當發現小女兒得到絕症時，她便專心的照顧著小女兒。鈴木出事當時她只能騙女兒說：「爸爸去遠地出差。」 |
| 林又寧     | Sayaka   | 鈴木夫婦的五歲女兒。從小出生就得了絕症，必須得忍受化療所帶來的痛苦                                                                                     |
| 莫子儀     | 英文老師 | （客串演出） |
| 胡世恩     | 陳老師   | （客串演出） |
| 林志儒     | 國文老師 | （客串演出） |

## 歌曲

### 電影原聲帶
- CD（片）於2012年6月1日由金革唱片發行[5]

| 曲序 | 曲目                  | 备注   |
| ---- | --------------------- | ------ |
| 1.   | 晨(序曲)              | 演奏曲 |
| 2.   | 潮(主題音樂)          | 演奏曲 |
| 3.   | 思家(家的主題)        | 演奏曲 |
| 4.   | 小星星(願望的主題)    | 演奏曲 |
| 5.   | 搖籃曲(吻的主題)      | 演奏曲 |
| 6.   | 小星星(願望的主題)    | 演奏曲 |
| 7.   | 潮之二重奏 (主題音樂) | 演奏曲 |
| 8.   | 潮(主題音樂快板)      | 演奏曲 |
| 9.   | 潮(主題音樂)          | 演奏曲 |
| 10.  | 生命                  | 演奏曲 |
| 11.  | 潮(主題音樂慢板)      | 演奏曲 |
| 12.  | 潮(主題音樂中板)      | 演奏曲 |
| 13.  | 潮(主題音樂 快板)     | 演奏曲 |
| 14.  | 潮(主題音樂 終曲)     | 演奏曲 |
| 15.  | 新世界交響曲第九號    | 演奏曲 |

## 原創團隊
- 製片：范建祐
- 攝影：林文義
- 美術：翁定洋
- 造型：陳淑津
- 音效：杜篤之
- 剪接：陳博文
- 副導：閔其慰
- 以上資料參閱自[6]

### 拍攝場景
- 臺灣臺北市中正區臺北市立建國高級中學
- 臺北市大安區臺北教育大學附設-實驗國民小學
- 臺北市木柵區捷運站（臺北捷運-文湖線）
- 臺北市內湖區捷運站（臺北捷運-文湖線）
- 臺北市內湖區-大佳花博公園
- 臺北市內湖區-大湖公園
- 臺北市內湖區-三軍總醫院
- 臺北市仁愛路-林蔭大道
- 臺北市大安區通化街-通化夜市
- 以上資料參考自[7]基督教論壇報與YouTube網站[8]

## 獲獎
- 第7屆 日本大阪電影節正式競賽片

## 外部連結
- 《手機裡的眼淚》的Facebook專頁
- 電影《手機裡的眼淚》臺灣電影後浪潮官網 （页面存档备份，存于）
- Yahoo奇摩電影上《手機裡的眼淚》的資料（繁體中文）
- MSN娛樂上《手機裡的眼淚》的資料（繁體中文）

- 開眼電影網上《手機裡的眼淚》的資料（繁體中文）
- 豆瓣电影上《手機裡的眼淚》的資料 （简体中文）
- 时光网上《手機裡的眼淚》的資料（简体中文）
- 香港影庫上《手機裡的眼淚》的資料（繁體中文）
- 互联网电影数据库（IMDb）上《手機裡的眼淚》的资料（英文）